# Radioåret 1960

## Händelser

### Okänt datum
- 12 september – SR börjar sända Smoke Rings med Leif "Smoke Rings" Anderson.[1]

## Radioprogram

### Sveriges Radio
- 1 december – Årets julkalender är Titteliture.[2]
- Hylands hörna blir en succé i radion.

## Födda
- 28 oktober – Cecilia Uddén, svensk journalist och radioprogramledare.
- 26 november – Thomas Artäng, svensk radioprogramledare.
- 25 december – Anders Eldeman, svensk radioprogramledare.

### Fotnoter
1. ↑  ”78:or & film”. Arkiverad från originalet den 5 mars 2021. https://web.archive.org/web/20210305042652/http://musiknostalgi.atspace.cc/ra_lic.htm. Läst 26 mars 2011.
2. ↑  ”1960, Titteliture”. Sveriges Radio. http://sverigesradio.se/barn/julkalendrar/1960.stm. Läst 31 augusti 2015.